# جنبش بابل
جنبش بابل (عربی: حرکة بابلیون) یک حزب سیاسی کاتولیک کلدانی است که در عراق واقع شده‌است. این گروه که در سال ۲۰۱۴ تأسیس شد و شاخۀ سیاسی «لشکر بابل» است، یک گروه شبه نظامی اسماً مسیحی که به عنوان بخشی از نیروهای بسیج مردمی عراق تشکیل شد. رایان الکلدانی، یک کاتولیک کلدانی با روابط نزدیک با سازمان بدر و سپاه، رهبری حزب و شبه نظامیان را بر عهده دارد.

## تحریم‌ها
در ۱۸ ژوئیه ۲۰۱۹، وزارت خزانه داری ایالات متحده، رهبر شبه نظامیان لشکر بابل، رایان الکلدانی را به دلیل ارتکاب نقض شدید حقوق بشر تحریم کرد.